# Fond za humanitarno pravo
Fond za humanitarno pravo (srp.: Фонд за хуманитарно право; alb.: Fondi për të Drejtën Humanitare) (FHP), srbijanska je regionalna nevladina organizacija za ljudska prava i međunarodno humanitarno pravo. Trenutačni izvršni ravnatelj je Nenad Golčevski.

## Povijest
Fond za humanitarno pravo (FHP) je 1992. godine osnovala Nataša Kandić s ciljem dokumentiranja "nečuvenih kršenja ljudskih prava" koja su masovno činjena diljem bivše Jugoslavije SFR Jugoslavije, tijekom ratova u Hrvatskoj, Bosni i Hercegovini i kasnije na Kosovu.
U vremenu nakon okončanja ratova, FHP se posvetio žrtvama ratnih zločina, nastojeći da se sazna istina o tome šta se dogodilo njima i njihovim bližnjima; da se ostvari pravda, da se ostvare reparacije i da se ostvari "pravo na neponavljanje zločina"; što znači uklanjanje poznatih počinitelja iz državnih institucija i s položaja vlasti.
Godine 2004. FHP je pokrenuo Program podrške žrtvama – svjedocima, s ciljem da ohrabri neodlučne svjedoke da istupe i svjedoče na suđenjima za ratne zločine pred sudovima u Srbiji.
Godine 2005. FHP je objavio video snimak na kojem su prikazani pripadnici jedinice Škorpioni, jedinice Ministarstva unutrašnjih poslova Srbije, kako ubijaju šest Bošnjaka iz Srebrenice, čime je otkrivena je umješanost Srbije u ratne zločine počinjene u genocidu u Srebrenici. Iste godine je FHP podnio dokaze koje je prikupio o ratnim zločinima u Lovasu Tužitelju za ratne zločine, zahtijevajući od njega da pokrene istragu. Nekoliko godina kasnije (travanj 2008.) je pred Vijećem za ratne zločine u Beogradu počelo suđenje protiv 14 optuženih za sudjelovanje u ubojstvu 70 hrvatskih civila u masakru u Lovasu 1991. godine.
Godine 2006. FHP je uspio izboriti se za smjenu šefa policijske postaje za istraživanje ratnih zločina i dva njezina pripadnika zbog njihovog "kompromitujućeg statusa"; naime, sva trojica su bila na položajima u okviru MUP-a Srbije u vrijeme Kosovskog rata kada su "morali znati" za ratne zločine koji su činjeni ili nisu učinili ništa da ih spriječe ili ih prijave. Iste godine FHP je s partnerima iz okružja pokrenuo konsultacije o mehanizmima za utvrđivanje i kazivanje istine o ratnim zločinima. Cilj konsultacija je stvaranje podrške javnosti i nacionalnih vlada na Zapadnom Balkanu za osnivanje Regionalne komisije za utvrđivanje i otkrivanje činjenica o ratnim zločinima i teškim kršenjima ljudskih prava počinjenih na teritoriji bivše Jugoslavije (REKOM).
Godine 2007. FHP je objavio sve transkripte sa suđenja Slobodanu Miloševiću na hrvatskom jeziku i proslijedio ih uredima tužitelja, sudovima, sudijama i pravobraniteljima na Zapadnom Balkanu, na taj način doprinoseći olakšanju vođenja suđenja za ratne zločine u okružju. Godine 2007. Fond se zalagao za pokretanje istrage o ubojstvu 700 Bošnjaka u Zvorniku 1992. pred Vijećem za ratne zločine u Beogradu. Istraga je pokrenuta 2007. godine.
Dana 8. svibnja 2008., FHP je podigao prvu krivičnu tužbu protiv Božidara Delića, umirovljenog general majora Vojske Jugoslavije, tadašnjeg potpredsjednika Narodne skupštine Srbije, kao i protiv još deset pripadnika Vojske Jugoslavije za ratne zločine počinje u selu Trnje, općina Suva Reka, 25. ožujka 1999. godine. Dana 28. i 29. listopada 2008. u Prištini, na Četvrtom regionalnom Forumu regionalnih konsultacija o mehanizmima za utvrđivanje i kazivanje istine, više od 100 organizacija i pojedinaca, uključujući žrtve i udruge žrtava iz Bosne i Hercegovine, Hrvatske, Kosova, Crne Gore i Srbije, su organizirale Regionalnu koaliciju s ciljem zastupanja osnivanja službene Regionalne komisije za istraživanje i otkrivanje činjenica o ratnim zločinima i teškim kršenjima ljudskih prava na prostorima bivše Jugoslavije (Koalicija za REKOM).
Dana 2. ožujka 2009., FHP je podnio krivičnu prijavu protiv 17 bivših pripadnika 37. Posebne jedinice policije (PJP) MUP Srbije na osnovu dokaza da su pripadnici te jedinice sudjelovali u činjenju brojnih masovnih ratnih zločina na Kosovu. U roku od samo nekoliko dana, policijski službenici Nenad Stojković (potpukovnik MUP-a Srbije), Zoran Marković, Dragan Milenković i Zoran Nikolić iz 37. Bataljona specijalnih policijskih jedinica (SPJ/PJP) Ministarstva unutrašnjih posova (MUP) Republike Srbije su uhićeni.

## Arhiv
U Arhivu FHP-a pohranjena je primarna građa o kršenju ljudskih prava koja su masovno činjena na teritoriji nekadašnje Jugoslavije, kao i više od 90% kopije javne arhive Međunarodnog suda za ratne zločine počinjene na području bivše Jugoslaviju (MKSJ).
Primarna arhivska građa prikuplja se kroz istraživanje ratnih zločina i povreda ljudskih prava koje FHP sprovodi od 1992. godine. Osim toga, FHP je dio svoje arhivske građe preuzeo od drugih institucija s kojima je surađivao tijekom svog postojanja. Tako, Arhiv FHP-a sadrži, između ostalog, i veliki broj dokumenata sa suđenja za ratne zločine u Srbiji, Crnoj Gori, Hrvatskoj i Bosni i Hercegovini, medijsku arhivu iz 1990-ih godina, kao i audio-video snimke suđenja pred MKSJ i dokumentaciju koja je u formi dokaza izvedena na suđenjima u MKSJ.
Arhiv FHP-a sadrži ukupno 119,20 arhivskih metara tiskane dokumentacije, 39.126 diskova na kojima je snimljena arhiva MKSJ kao i 1692 CD i DVD diskova s različitim video materijalom na CD i DVD formatu koji sadrže televizijske priloge, filmove, snimke s konferencija, foruma, sastanaka i snimaka intervjua usmene povijesti.

## Inicijativa za REKOM
Fond za humanitarno pravo je zajedno s Documentom – centrom za suočavanje s prošlošću i Istraživačko-dokumentacionim centrom jedan od inicijatora Inicijative za REKOM, koja do danas sudjeluje u svim aktivnostima Koalicije za REKOM, kao i procesu izrade Statuta REKOM-a koji je ova organizacija zajedno s drugim članicama Koalicije ponudila vladama i parlamentima u okružju.
Cilj Koalicije za REKOM je stvaranje klime u kojoj će sve države nastale na prostoru bivše SFR Jugoslavije formirati regionalnu komisiju koja će istražiti i dokumentirati činjenice o žrtvama rata na tim prostorima, kao i okolnostima koje su dovele do nezapamćenih stradanja čije se posljedice i danas u postjugoslavenskim zemljama osjećaju.
Tadašnja izvršna direktorica Fonda za humanitarno pravo Nataša Kandić je po osnivanju Koalicije za REKOM izabrana za koordinatoricu Koalicije koja upravlja procesom nastanka REKOM-a.

## Izvršni ravnatelji
| #  | fotografija | ime                       | mandat | mandat     | mandat |
| -- | ----------- | ------------------------- | ------ | ---------- | ------ |
| 1. |             | Nataša Kandić (r. 1946.)  | 1992.  | 2012.      |        |
| 2. |             | Sandra Orlović (r. 1980.) | 2012.  | 2016.      |        |
| 3. |             | Milica Kostić             | 2016.  | 2019.      |        |
| 3. |             | Nemanja Stjepanović       | 2016.  | 2019.      |        |
| 3. |             | Budimir Ivanišević        | 2016.  | 2019.      |        |
| 4. |             | Ivana Žanić               | 2019.  | 2023.      |        |
| 5. |             | Nenad Golčevski           | 2023   | Trenutačno |        |

## Podrška
Aktivnosti Fonda za humanitarno pravo finacijski su podržali: Nacionalna zadužbina za demokraciju (NED), Open Society Institute čiji je osnivač George Soros zatim Vijeće Europe, Švedska međunarodna agencija za razvoj i suradnju (SIDA), Švedski helsinški odbor za ljudska prava (SHC), Vlada Velike Britanije itd.
Preko 70 pravnika, odvjetnika, istraživača, analitičara i drugih profesionalaca je stalno zaposleno u Fondu ili su suradnici Fonda za humanitarno pravo.

## Vanjske poveznice
- Fond za humanitarno pravo